# Agon-Coutainville
Agon-Coutainville è un comune francese di 2 939 abitanti situato nel dipartimento della Manica nella regione della Normandia.
Fa parte del cantone di Saint-Malo-de-la-Lande nella circoscrizione (arrondissement) di Coutances.

## Storia
Nel 1965, i comuni di Agon e Coutainville si sono uniti per formare il comune di Agon-Coutainville.

### Simboli
Coutainville
Agon-Coutainville
I tre leopardi d'oro in campo rosso sono simbolo della Normandia; la vela quadrata è un riferimento alle navi vichinghe; golf, tennis ed equitazione sono tra le attività offerte dalla località.

## Società

### Evoluzione demografica
Abitanti censiti